# Zollbrücke (Zürich)
Die Zollbrücke, in den 1880er-Jahren noch als Kornhausbrücke bezeichnet, ist eine ca. 67 Meter lange Plattenbrücke in der Stadt Zürich über die Sihl, die nördlich des Hauptbahnhofs liegt. Sie verbindet die von der Walchebrücke kommende Museumstrasse mit dem Sihlquai im Industriequartier. Das heutige Bauwerk stammt aus den 1990er-Jahren.
Über die Brücke verläuft der ganze Verkehr vom Industriequartier in die Innenstadt und mehrere Tramlinien der Verkehrsbetriebe Zürich.

## Geschichte

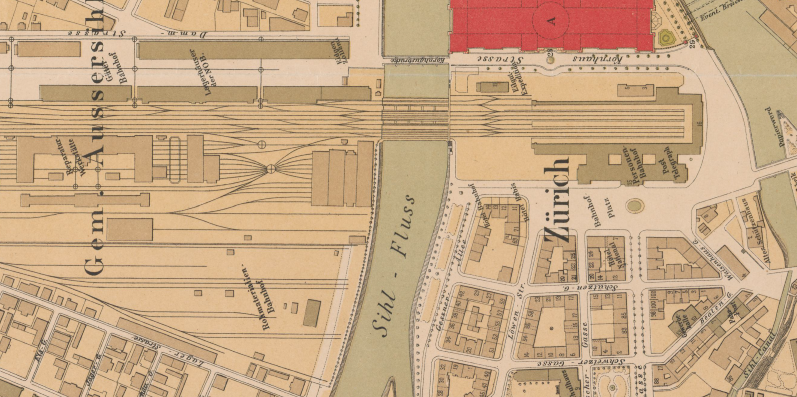
Darstellung des Zürcher Hauptbahnhofs auf einer Projektkarte für die Schweizerische Landesausstellung 1883. Brücke von 1858 mit der Bezeichnung Zollbrücke

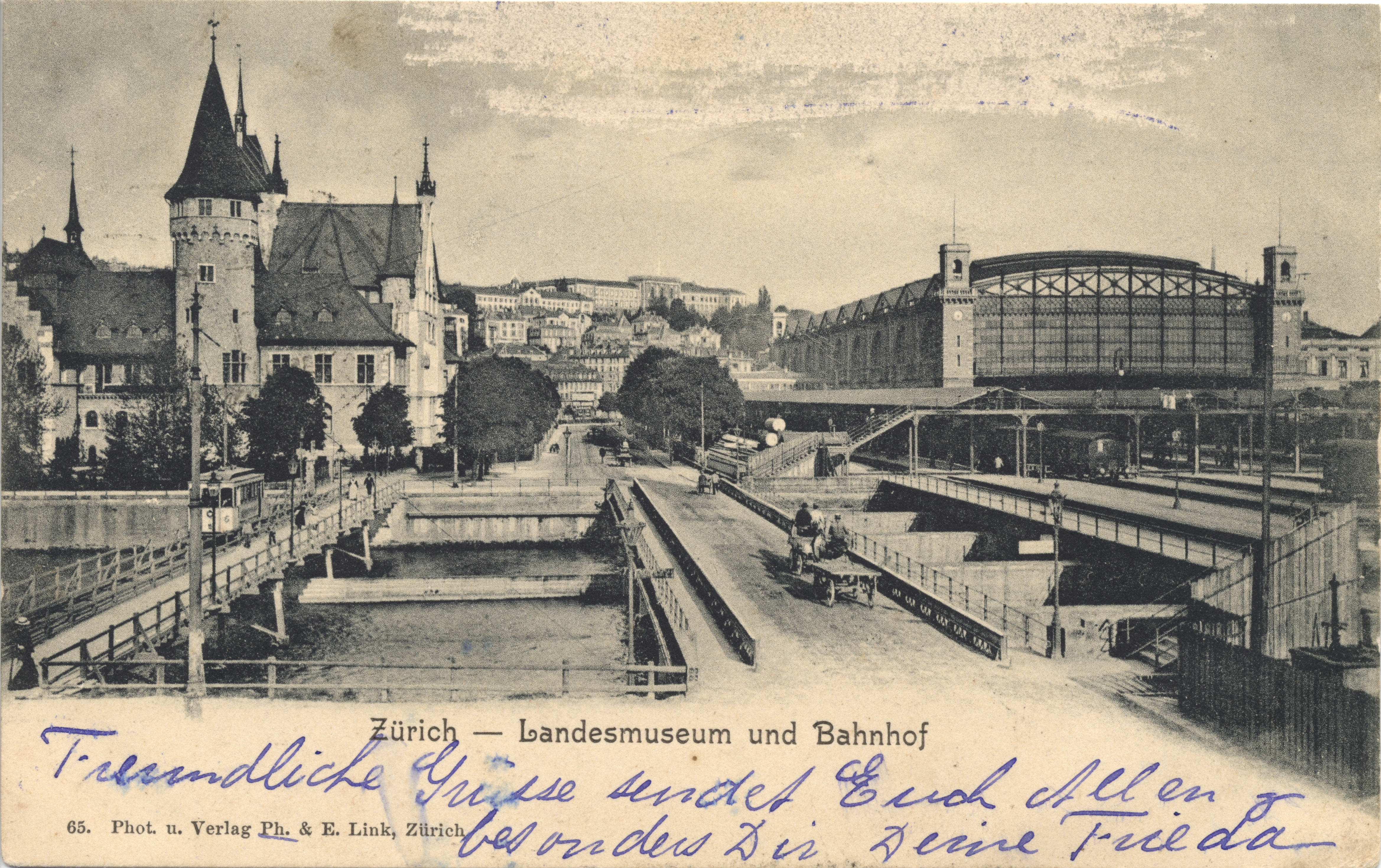
Ansichtskarte Zollbrücke mit Tramsteg ca. 1905

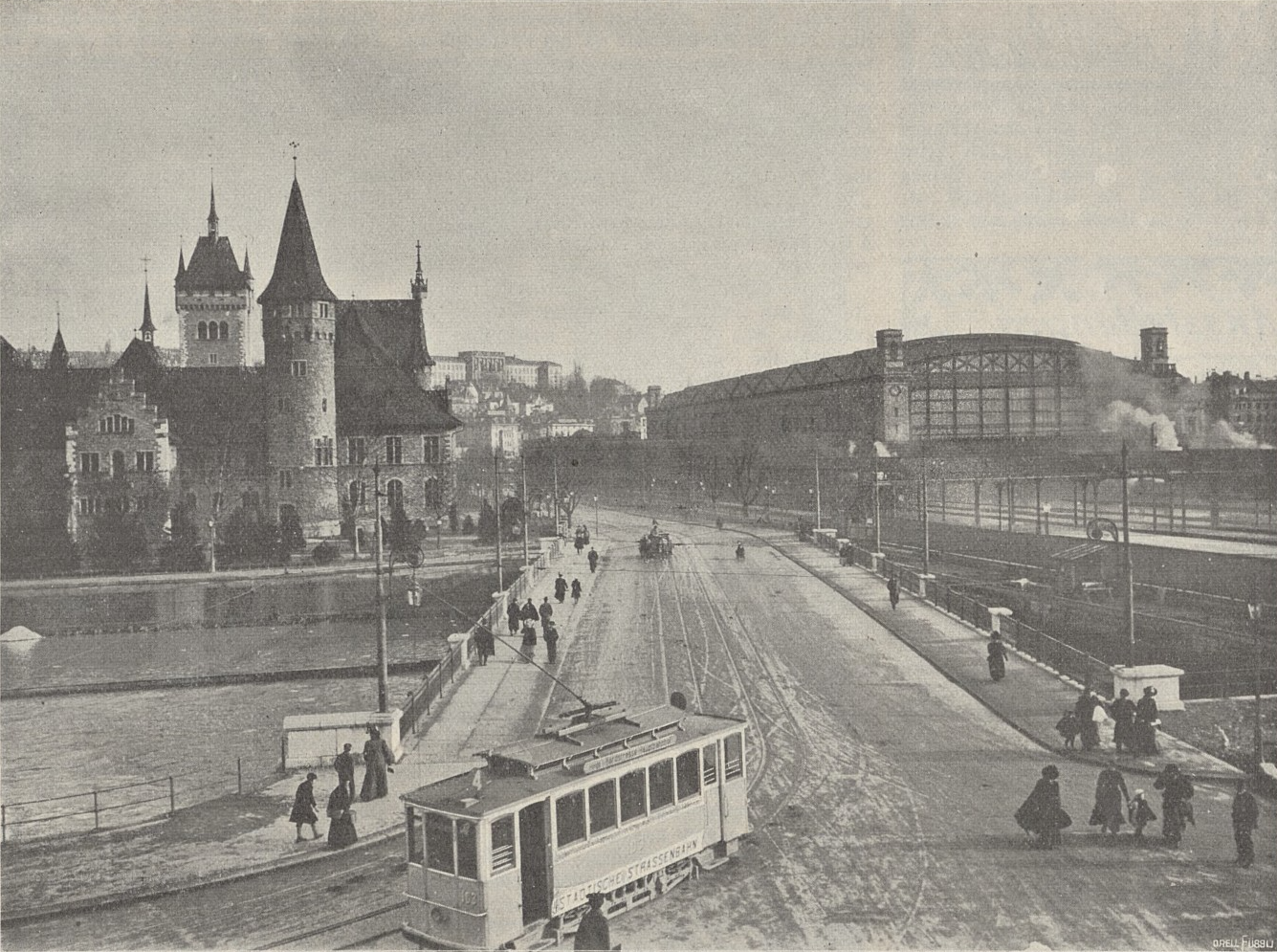
Brücke von 1908 kurz nach der Eröffnung

Eine erste Brücke wurde in den Jahren 1857 bis 1858 von der Schweizerischen Nordostbahn (NOB) als Verbindung vom Hauptbahnhof zu den Lagerhäusern entlang der Zollstrasse erstellt. Sie wurde nach dem Kornhaus auf dem Platzspitz als Kornhausbrücke bezeichnet und diente am Anfang nur dem innerbetrieblichen Verkehr der Bahn. Ab 1861 war die Brücke auch für den öffentlichen Verkehr freigegeben. 1885 wurde sie in Zollbrücke umbenannt nach dem Eidgenössischen Zollamt, das sich an der Ecke Zollstrasse / Sihlquai befand.
Der Einwohnerverein des Industriequartiers stellte 1888 einen Antrag auf die Erweiterung der nur sechs Meter breiten Brücke, was aber abgelehnt wurde.
Die Stadt übernahm die Brücke von den Schweizerischen Bundesbahnen (SBB) und ersetzte sie 1907 durch einen Neubau, welcher den nördlich der Brücke verlaufende Tramsteg überflüssig machte. Anders als bei der Quaibrücke und der Sihlbrücke aus derselben Zeit wurde als Belag des Brückendecks nicht Rostolith, sondern Stampfasphalt verwendet.
Während des Baus des unterirdischen Bahnhofs Museumstrasse in den 1980er-Jahren musste die Brücke abgebrochen und durch ein Provisorium ersetzt werden. Danach wurde sie wieder neu aufgebaut.
2025 muss die Zollbrücke nach 35 Jahren Betrieb seit dem Wiederaufbau gründlich saniert werden, da sie laut der Stadt Zürich in einem schlechten Zustand sei.